# Рагби јунион репрезентација Нигерије
Рагби јунион репрезентација Нигерије је рагби јунион тим који представља афричку државу Нигерију у овом контактном екипном спорту. Рагби су у Нигерију донели Енглези и у почетку овај спорт су у Нигерији играли само белци. Први званичан тест меч репрезентација Нигерије у рагбију одиграла је 1987. и изгубила је 12-111 од Зимбабвеа, то је уједно и највећи пораз у историји Нигерије. Најубедљивију победу нигеријски рагбисти остварили су над Мауритијусом 63-3 2013.

## Тренутни састав
Бесеј Сандеј
Семјуел Олатунде Џозеф
Муса Ибрахим Суаибу
Огболе Феликс Габријел
Алаето Обина Фестус
Солон Фридеј
Сани Исак
Оланревају Азез Абиодун
Јакубу Абубакар
Годвин Емануел Чибунду
Ајинла Хафис Адедамола
Зариа Аса
Бакаре Рамон Ишола
Питер Окора Амброзе
Ладипо Озез Олаитан
Семсон Јамаха Дидам
Ојеми Јусуф Олатуњи
Диноби Чиедози Нубечукува
Огар Кристијан Иносент
Енајерох Есеоње
Олавале Оладипо Мајкл
Ојебола Сулејман Олавале